# Samantha Saint
Pour les articles homonymes, voir Saint (homonymie).
Samantha Saint est une actrice pornographique américaine née le 8 juin 1987 à Memphis (Tennessee, États-Unis)

## Carrière
Samantha commence sa carrière en 2011. En septembre 2012, elle signe en exclusivité avec Wicked Pictures. En octobre 2012, elle est Pet of the Month du magazine Penthouse.

## Récompenses et nominations
Nominations
- AVN Awards 2012
  - Best New Starlet
- XBIZ Awards 2012
  - New Starlet of the year
  - Pornstar Site of the Year pour SamanthaSaint.com
- AVN Awards 2013[3]
  - Best Boy/Girl Sex Scene pour The Insatiable Miss Saint (avec Voodoo)
  - Best Oral Sex Scene pour The Insatiable Miss Saint
  - Best Three-Way Sex Scene (B/B/G) pour The Insatiable Miss Saint (avec James Deen et Voodoo)
  - Female Performer of the Year
- XBIZ Awards 2013
  - Female Performer of the Year
  - Best Scene, Vignette Release pour Office Politics (avec Alexis Monroe (es) et Mark Wood)

## Filmographie sélective
- 2013 : Bikini Outlaws
- 2013 : Big Tits in Uniform 9
- 2012 : Office Politics
- 2012 : Women Seeking Women 88
- 2012 : I Kiss Girls 2
- 2012 : The Insatiable Miss Saint
- 2011 : Hot And Mean 3
- 2011 : Party of Three 1